# Tuvalu Sports Ground
Tuvalu Sports Ground – wielofunkcyjny stadion w Funafuti na Tuvalu. Jest obecnie używany głównie do meczów piłki nożnej. Stadion mieści 1500 osób.
Dach stadionu został ozdobiony ogniwami fotowoltaicznymi i dostarcza około 5% zapotrzebowania na energię elektryczną dla Funafuti.
Stadion przed 2012 nosił nazwę Vaiaku Stadium, od 2012 obiekt jest znany pod nazwą Tuvalu Sports Ground.